# Кулініч Тимофій Олексійович
Кулініч Тимофій Олексійович (11 лютого 1920, Суха Кам'янка, Ізюмський район, Харківський район, УРСР — 13 лютого 2005, Донецьк, Україна — радянський політичний діяч, колишній керівник виконкому Торецької міської ради.

## Біографія
Тимофій Кулініч народився 11 лютого 1920 року у селі Суха Кам'янка Ізюмського району Харківської області.

## Освіта
З 1928 по 1935 роки навчався у сільській школі.
З серпня 1936 року працював шофером на заводі імені 1 травня в Ізюмі.
У квітні 1937 року переводиться в автобазу міста Бахмут.
Працюючи на автобазі, він заочно вчився у Харківському автодорожньому технікумі.
З 1948 року вчиться на заочному відділенні Саратовського державного університету. Викладацьку практику проходив у Ямській школі робочої молоді.

## Військова служба
У вересні 1940 року викликається до лав радянської армії Бахмутським районним воєнкоматом.
10 грудня 1940 року прийняв військову присягу та 6 років ніс службу по захисту південних кордонів СРСР в районі Ірану у складі Туркменського прикордонного загону.

## Професійна діяльність
Після демобілізації у 1947 році йде працювати на Ямський (нині — Північний) доломітний комбінат шофером, а у вересні того ж року вже призначається начальником механічного цеху кар'єроуправління.
У серпні 1951 року переїжджає до Торецька на постійну роботу викладачем середньої школи № 1. Наступного року обійме посаду обов'язки завуча там же. У березні 1954 був призначений директором середньої школи № 2, а вже  через 3 місяця — завідуючим Торецьким районним відділом народної освіти.
Протягом всіх цих років Тимофій Кулініч бере активну участь у роботі громадських організацій.

## Політична діяльність
У квітні 1954 року Тимофій Кулініч обирається депутатом Торецької районної ради депутатів, а в наступному році — заступником керівника виконкому районної ради.
З січня 1963 року керував виконавчим комітетом Торецької міської ради. Разом з Володимиром Пеклуном організував роботи по виконанню Генерального плану реконструкції міста.
Після переводу Пеклуна на роботу заступником керівника Донецького обласного виконкому, Тимофій Кулініч обійняв посаду Першого секретаря Торецької міської ради.
Під час його каденції були введені у стрій ДК «Україна» та пам'ятний меморіал «Скорботна матір»
Будучи на пенсії, Тимофій Кулініч жив у Донецьку, де і помер 13 лютого 2005 року.